# 로마냐어

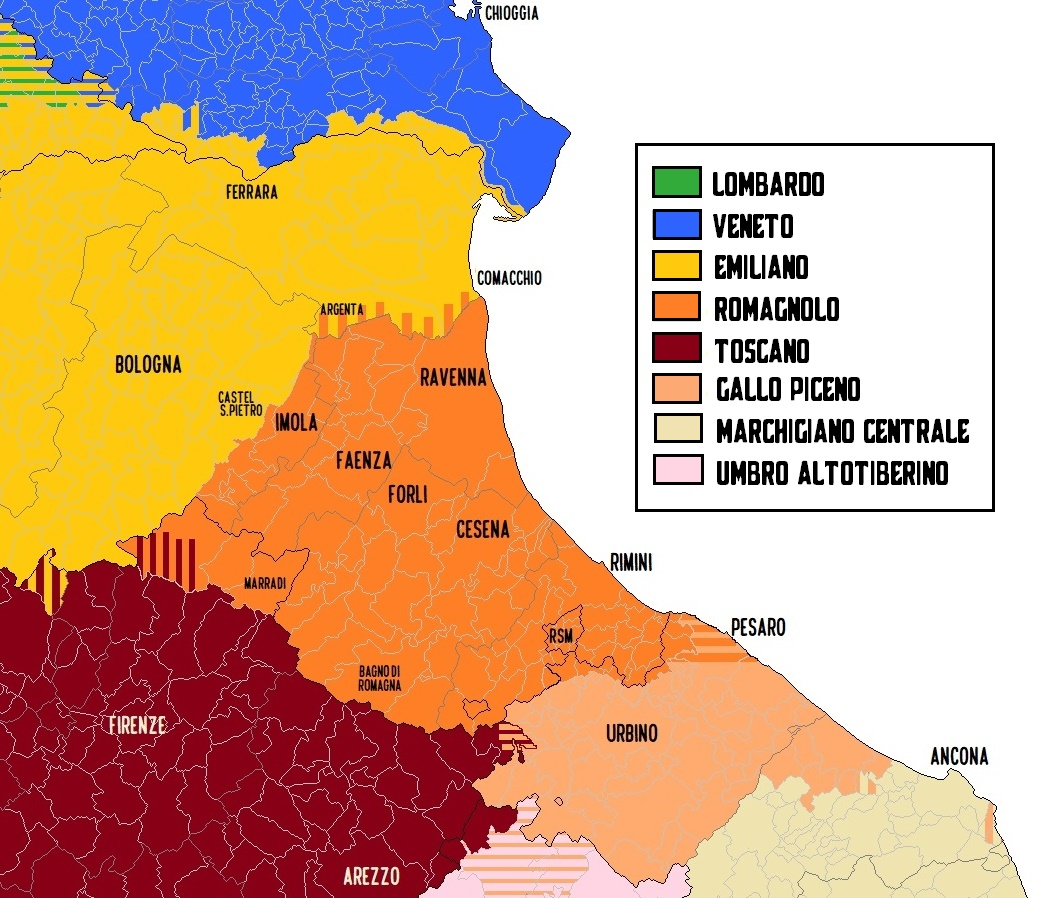

로마냐어(Romagnol)는 이탈리아 북부 에밀리아로마냐주의 역사적 지역인 로마냐 지방에서 사용되는 로망스어군 언어 내지 방언군이다. 이름은 이 지역을 가리키는 롬바르드어 이름 Romagna에서 유래한다. 이 지역 밖에도 사용되는 곳이 있는데 특히 주권 소국인 산마리노 공화국에서 쓰인다. 화자 수는 수십만 명으로 추산되나 오늘날에는 노인 세대가 후대에 방언을 물려주지 않는 경우가 많아 소멸 위기 언어로 분류된다.

## 같이 보기
- 에밀리아로마냐어